# 왕국회관

한국 충주의 한 여호와의 증인 왕국회관

왕국회관(영어: Kingdom Hall)은 여호와의 증인의 종교 건축물, 즉 교회당을 가리키는 것이다. 성서 전체의 주제가 '하느님의 왕국'에 대한 것이라 하여 그러한 이름을 사용하게 되었다. 증인들은 이 곳에서 숭배를 하고 교육을 받는다.

## 건축
왕국회관은 지역의 특성에 맞는 건축 양식으로 수수하면서 아담하게 짓는다. 십자가와 종교적 형상이 없는 것이 특징이다. 모든 왕국회관은 신도들의 자진적인 기부에 의해 건축되며, 유지 또한 자진적인 기부에 의해 이루어진다. 많은 왕국회관들이 자원 봉사자들에 의해 건축되고 있으며, 자체 개발한 속성 건축 방법으로 단지 며칠 만에 지어지는 왕국회관도 상당히 많다. 자체 비용으로 건축하기 어려운 곳에서는 다른 나라의 기부금이나 외국 자원 봉사자들의 도움을 받아 건축하기도 한다.

세계 각국에 있는 왕국회관
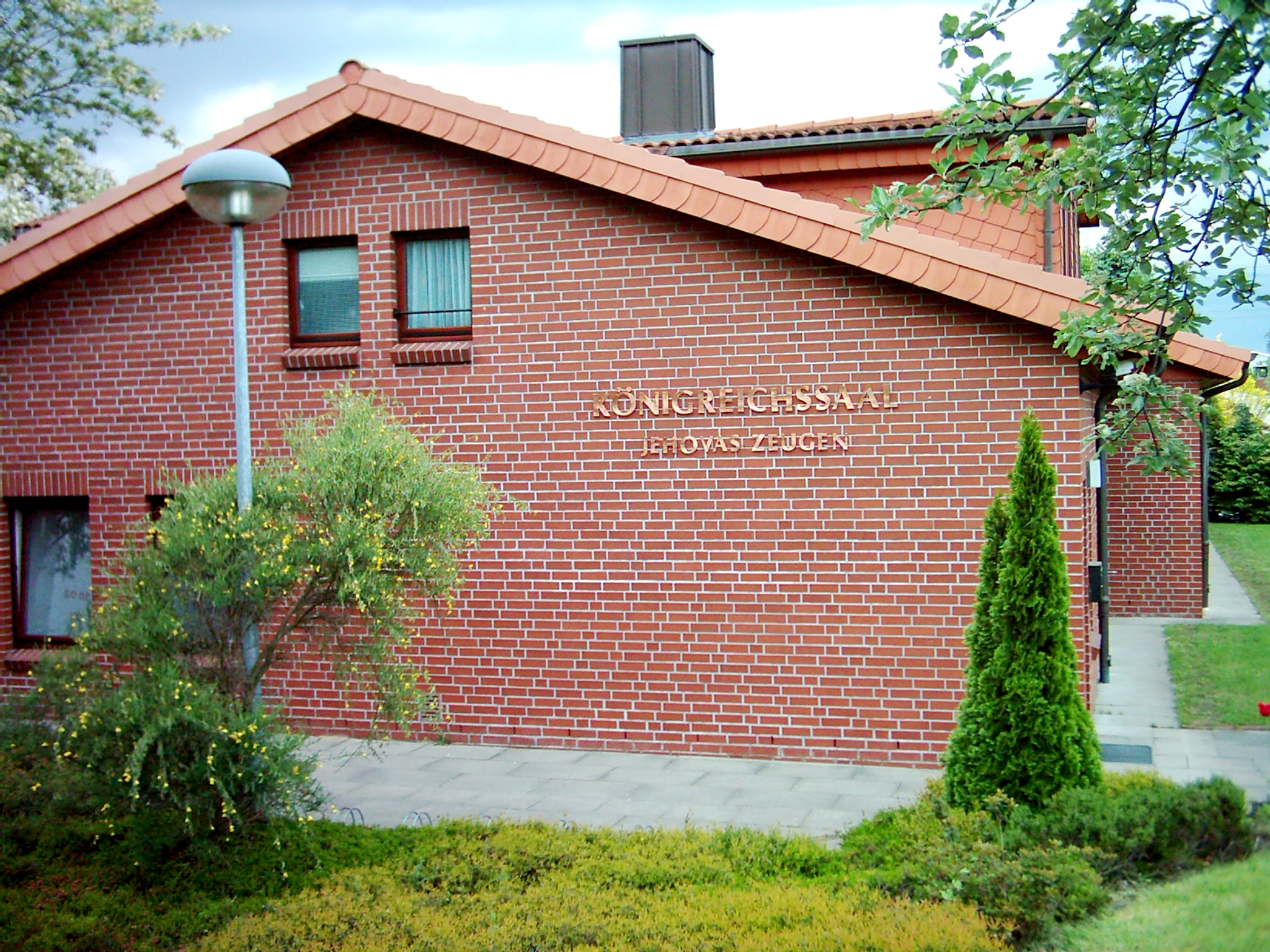
독일 함부르크
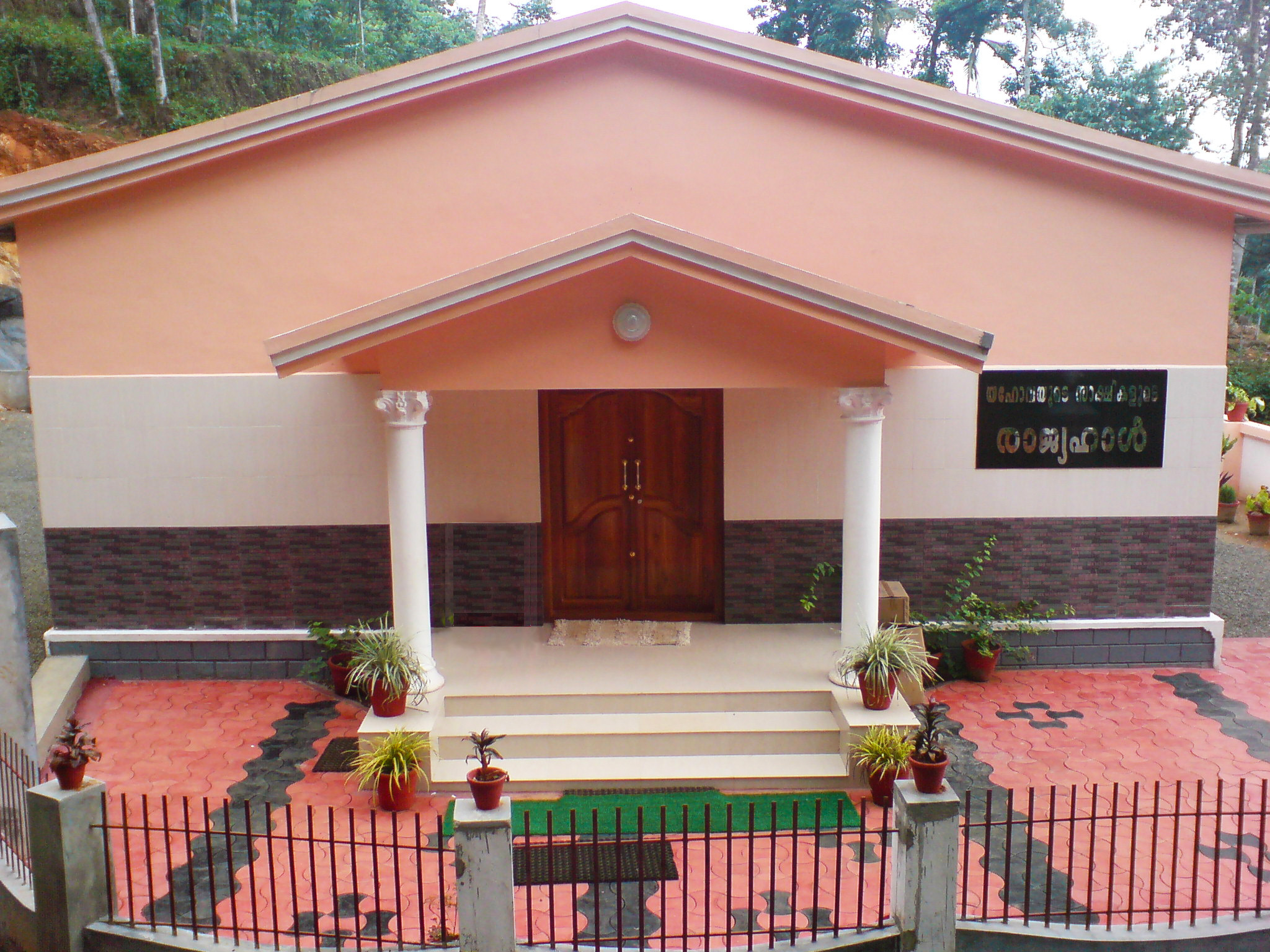
인도, Kerela
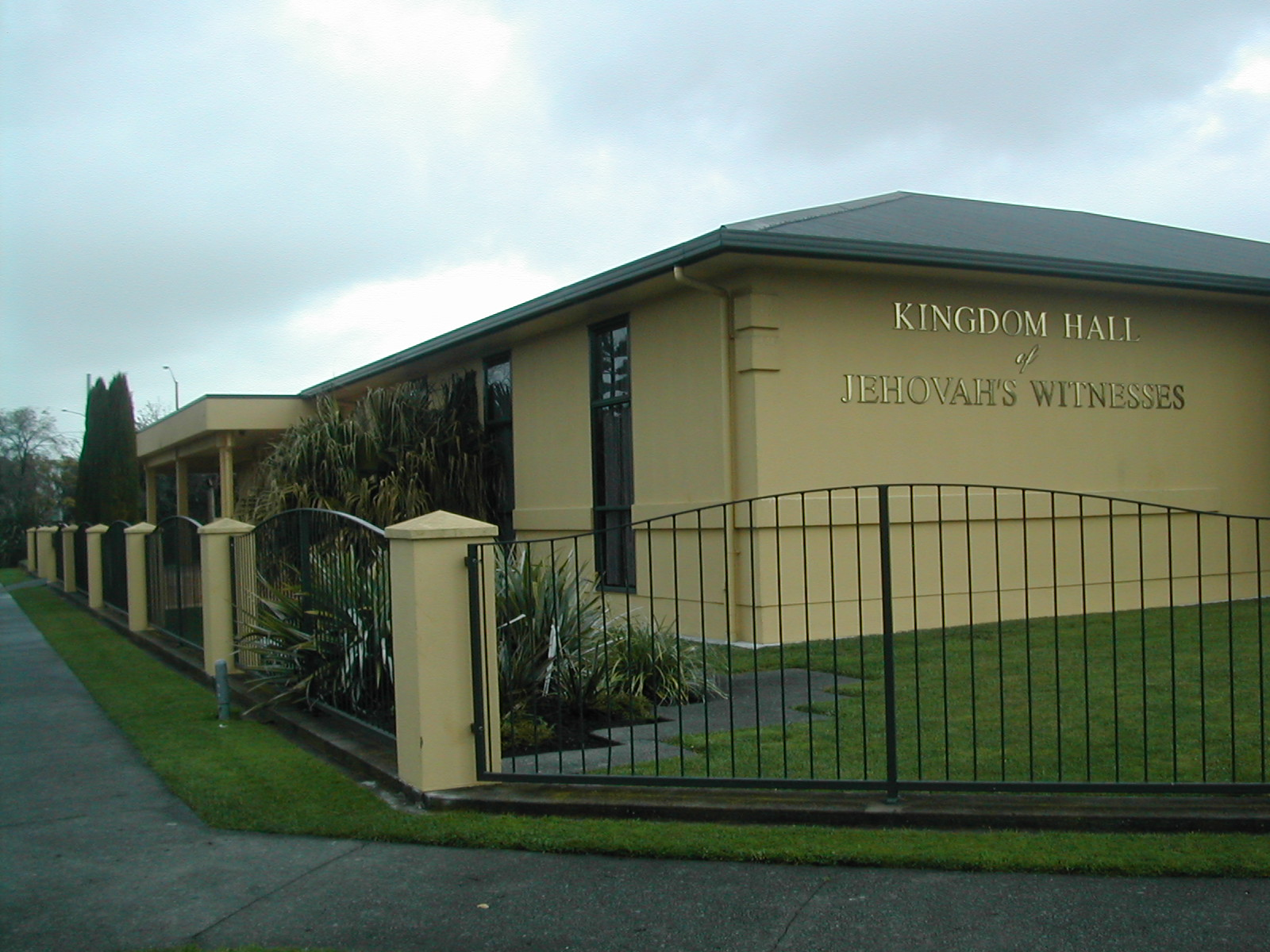
뉴질랜드 내피어 (Napier)
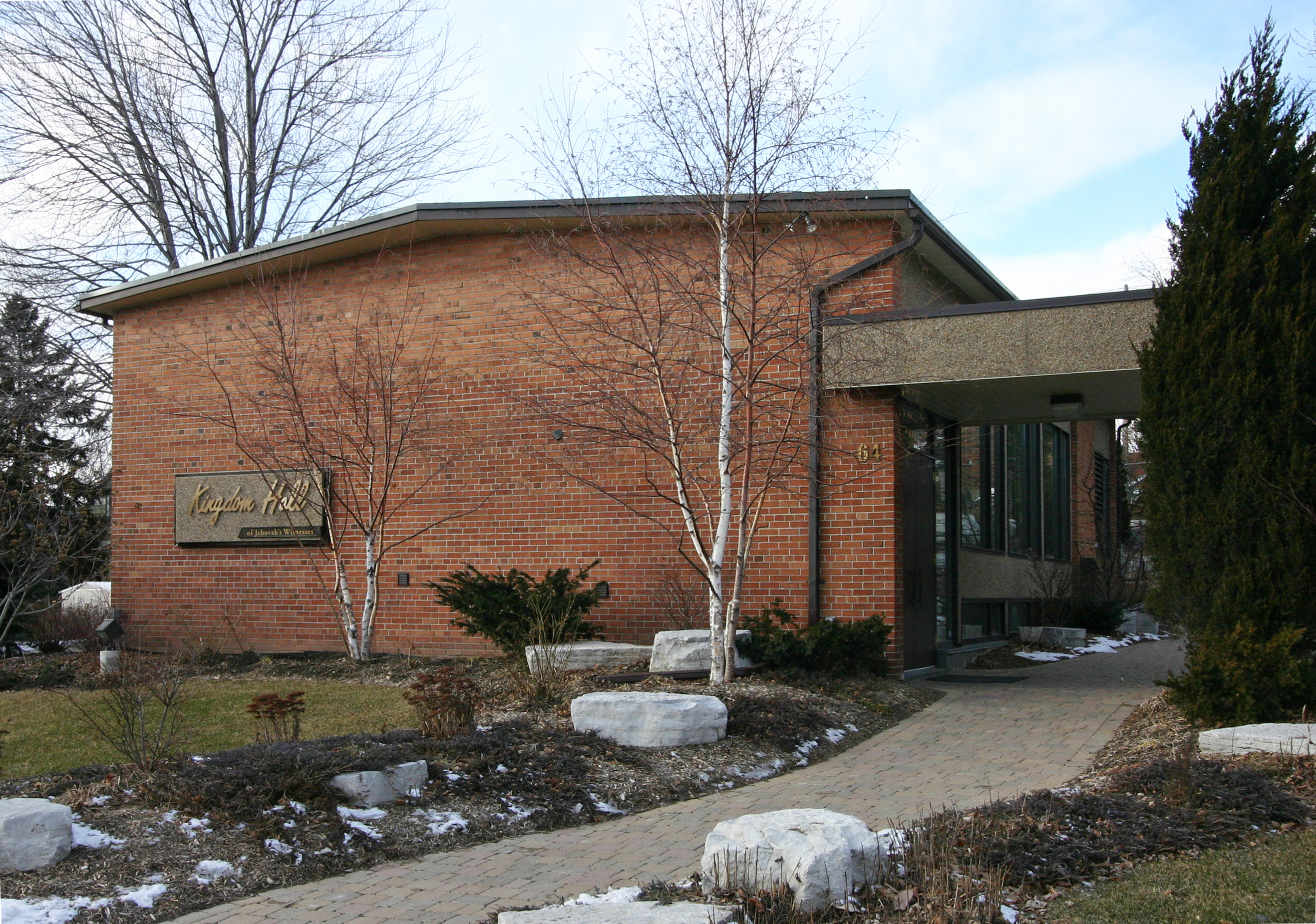
캐나다 토론토
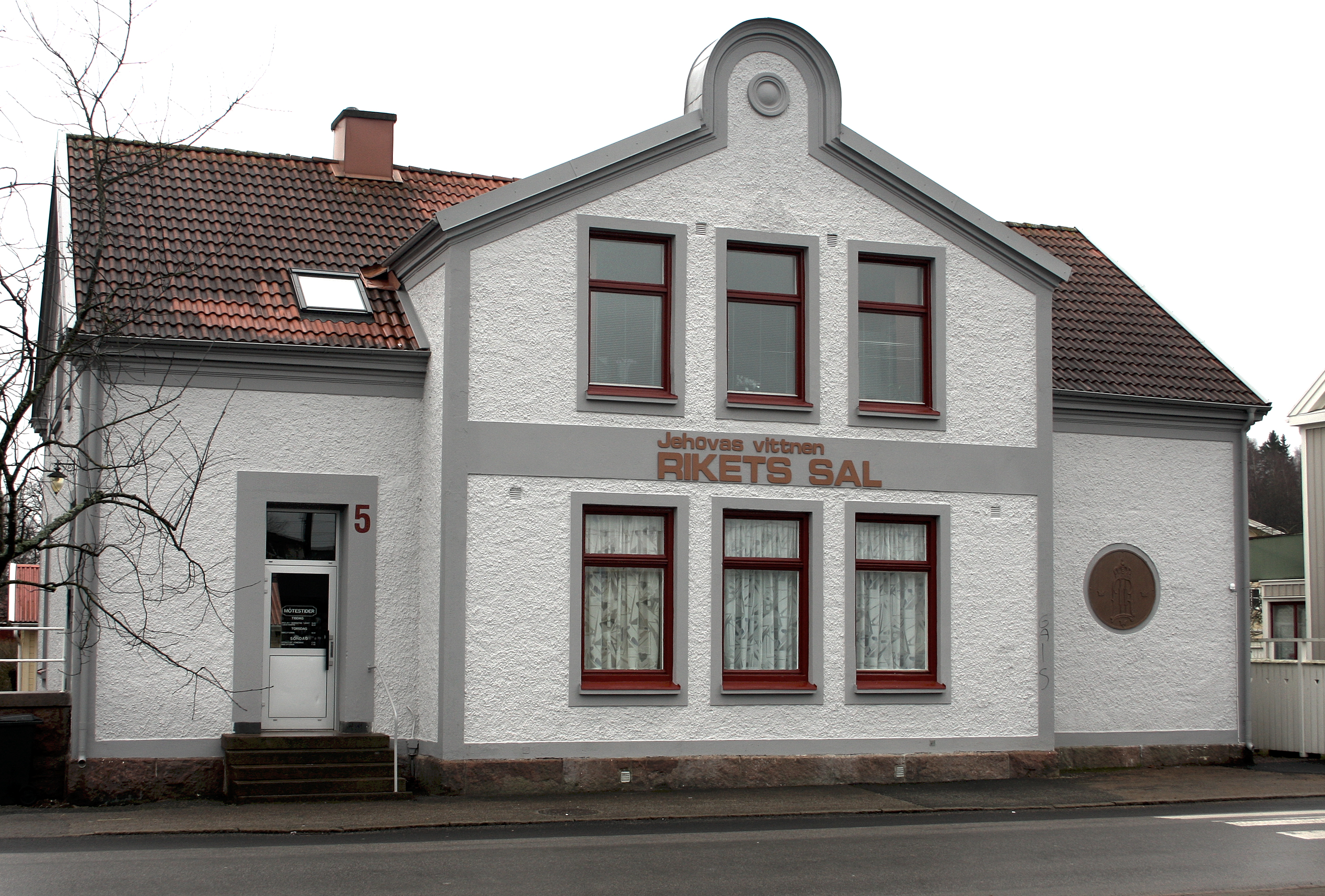
스페인 Vårgårda
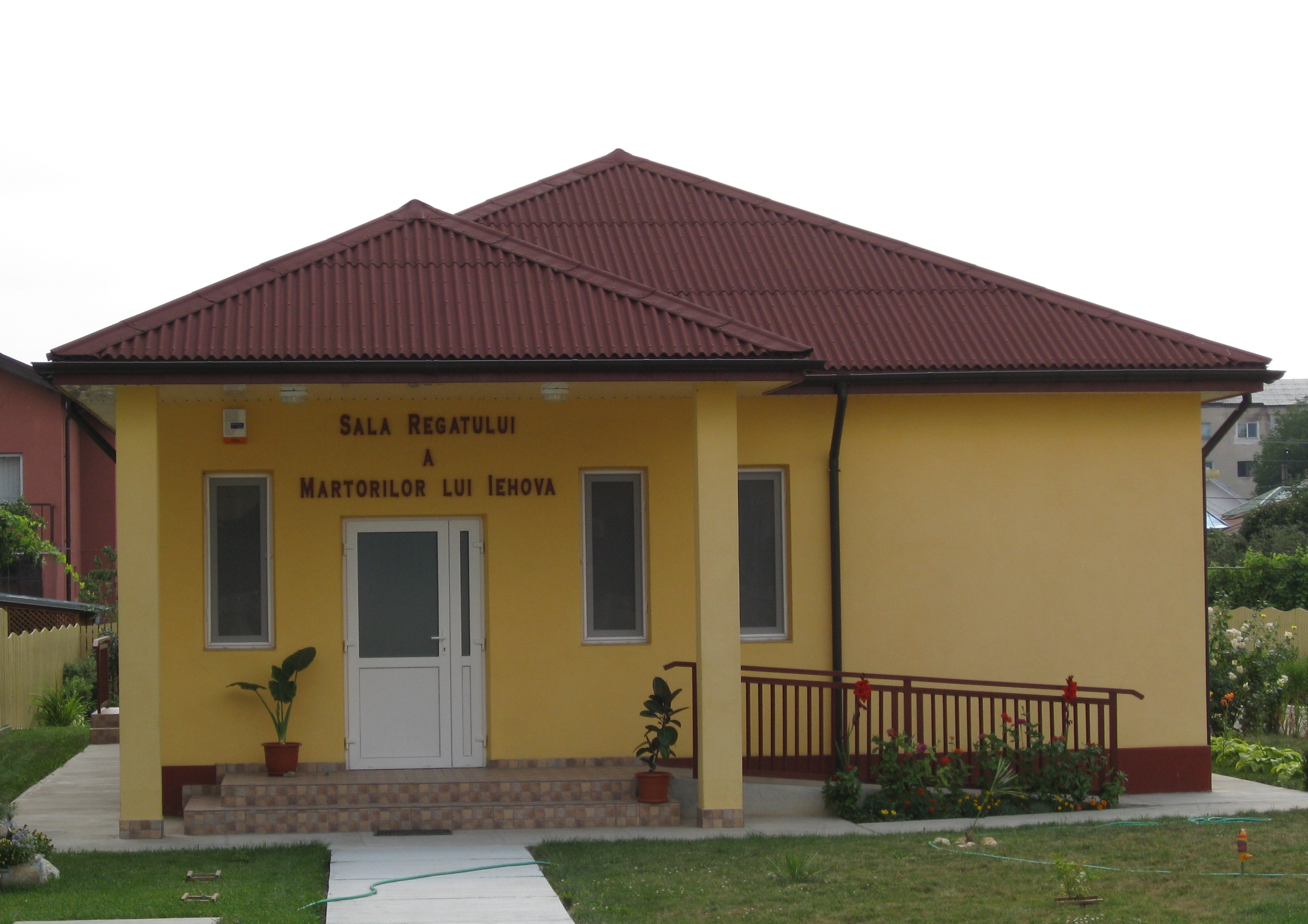
루마니아 Târgovişte
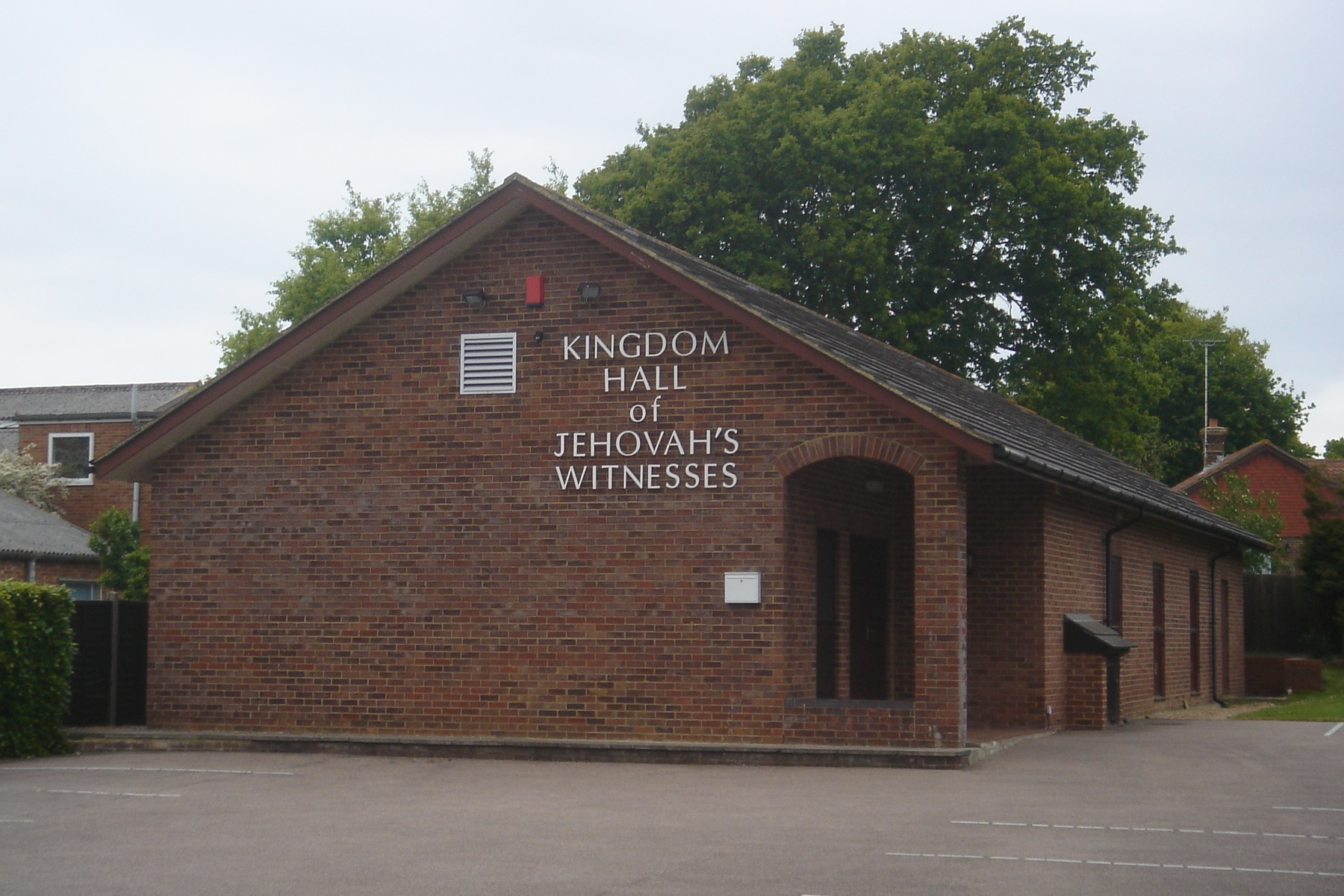
영국 West Sussex
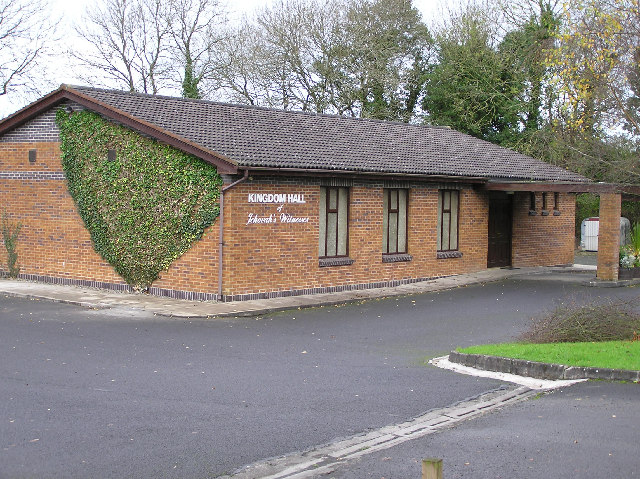
영국 Omagh

## 집회
일 주일에 2번 왕국회관에서 집회(또는 숭배, 예배)를 가지며, 매번 집회시에 약 1시간 45분 정도의 프로그램으로 진행된다. 집회에서 진행되는 프로그램으로는 성서 공개 강연, 파수대 연구, 그리스도인 생활과 봉사(성경에 담긴 보물, 야외 봉사에 힘쓰십시오, 그리스도인 생활)가 있다.
이러한 집회와 교육을 통해 성서에서 배운 교훈을 실제 생활 속에서 실천하도록 교훈 받는다. 신도들에게는 깨끗한 외모와 훌륭한 도덕 행실이 요구되며, 평화를 조성하고 이웃을 사랑하고 지역 사회에 모범이 될 것이 요구된다. 또한 자신이 배우고 실천하는 깨끗한 도덕적 행실과 성서의 훌륭한 가르침을 다른 사람들에게도 권고하고 전파할 필요성을 강조 받는다.

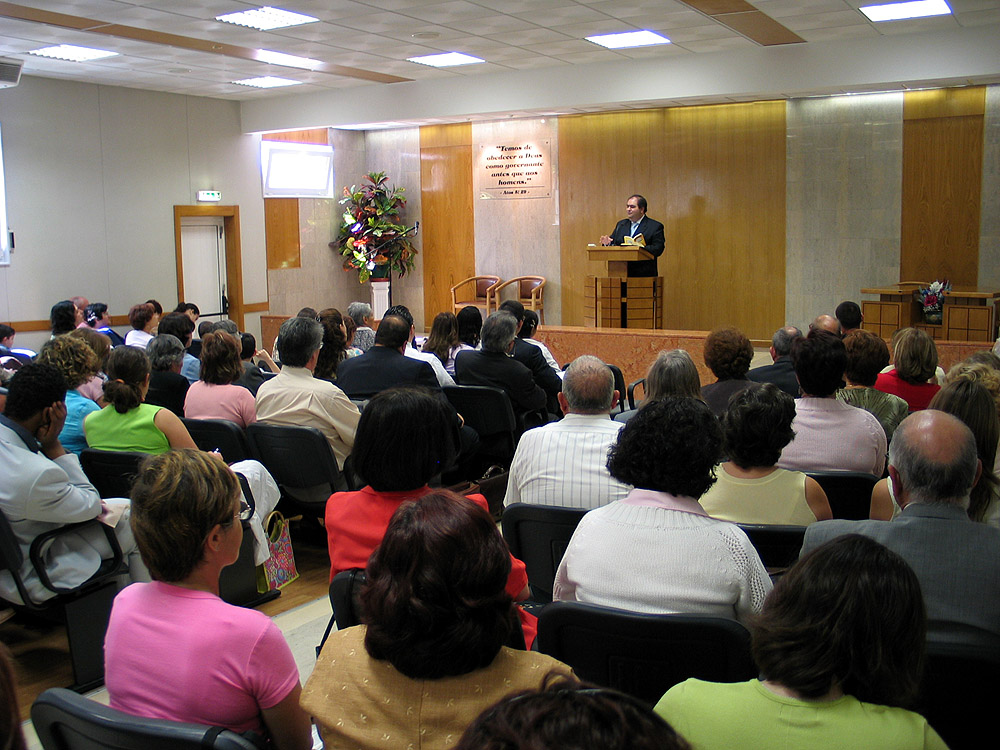
포르투갈의 한 왕국회관 집회 모습
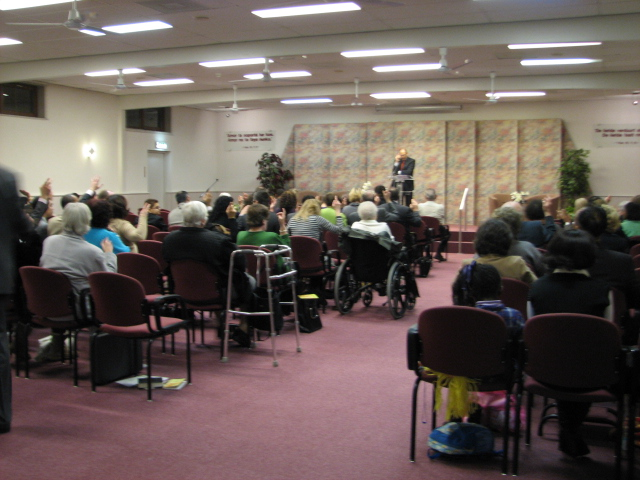
네덜란드의 한 왕국회관 집회 모습
한국 김해의 한 대회회관 대회 모습
한국 오포의 대회회관 내부 모습

## 건물 유지와 보수를 위한 비용
왕국회관을 건축하거나 유지하고 보수하는 비용은 전적으로 신자들의 자진적인 기부로 충당된다. 십일조라는 헌금은 없으며, 누구나 자원하여 원하는 금액을 무기명으로 기부할 수 있는 마련만 있을 뿐이다. 호화로운 건물을 짓기 보단 수수하고 아담하고 유지 관리가 편한 작은 왕국회관을 선호한다. 또한 비용의 절감을 위해 지역에 따라 2~3개의 회중(교회성원 단위)이 한 왕국회관을 서로 다른 시간에 사용하기도 하는 경우도 많다.